# 688
688(육백팔십팔)은 687보다 크고 689보다 작은 자연수다.

## 수학
- 합성수로, 그 약수는 총 10개다. (1, 2, 4, 8, 16, 43, 86, 172, 344, 688)
  - 688의 진약수의 합은 676이므로, 688은 부족수다.
- {\displaystyle 688=12^{2}+12^{2}+20^{2}}

## 과학
- NGC 688(영어판): 삼각형자리 방향에 있는 막대나선은하.
- 688 멜라니(영어판): 소행성.

## 교통
- 파키스탄 국제항공 688편 추락 사고(영어판) (2006년)

## 문화유산
- 대한민국의 보물 제688호: 대방광불화엄경 주본 권17, 52

## 작품
- 《688 어택 서브(영어판)》(1989년): 잠수함 시뮬레이터 게임.
- 《688(I) 헌터/킬러(영어판)》(1997년): 잠수함 시뮬레이터 게임.

## 기타
- 연도: 688년, 기원전 688년
- 688 클럽(영어판): 미국 조지아주 애틀랜타에 존재했던 음악 공연장.